# Школи Дніпра
Школи Дніпра — загальноосвітні і спеціалізовані заклади середньої освіти в місті Дніпро. Складаються з: 
- загальноосвітніх середніх шкіл (у тому числі Вальдорфська, вільного розвитку, центр творчості) ,
- спеціалізованих середніх шкіл,
  - багатопрофільні,
  - гуманістичного навчання та виховання,
  - еколого-економічного профілю,
  - з поглибленим вивченням англійської мови,
  - з поглибленим вивченням англійської та німецької мов,
  - з поглибленим вивченням івриту, історії єврейського народу, єврейських традицій,
  - з поглибленим вивченням іноземної мови,
  - з поглибленим вивченням німецької мови,
  - природничо-математичного напрямку,
  - природничо-медичного профілю,
  - технічного профілю,
  - техніко-економічного профілю,
  - фізико-математичного профілю,
  - художньо-архітектурного напрямку,
- вечірні (змінні) школи (у тому числі спеціальні),
- гімназій (багатопрофільні, класична) ,
- ліцеїв (загальноосвітні, інформаційних технологій, митно-податкової справи з посиленою військово-фізичною підготовкою, техніко-економічний, українсько-американський, фінансово-економічний ліцей наукового спрямування, хіміко-екологічний),
- навчально-виховних комбінатів, об'єднаних з дошкільними закладами,
- міжшкільні навчально-виробничі комбінати.

### Соборний район

#### Каміння і центр Половиці
- навчально-виховний комплекс № 100 «загальноосвітній навчальний заклад I—III ступенів — ліцей» — Успенська площа, 1

#### Гора (Нагірний)
- Середня загальноосвітня школа № 10 ім. І. І. Манжури — Бригадна вулиця, 10
- Спеціалізована багатопрофільна школа № 23 з поглибленим вивченням англійської мови — проспект Яворницького, 14
- Спеціалізована школа № 67 еколого-економічного профілю — провулок Коновальця, 6
- Навчально-виховний комплекс № 71 «спеціалізована школа художньо-архітектурного напрямку — дошкільний навчальний заклад (дитячий садок)» — вулиця Василя Жуковського, 10
- Дніпровський ліцей інформаційних технологій при Дніпровському національному університеті імені Олеся Гончара — вулиця Шевченка, 8
- Українсько-американський ліцей — проспект Дмитра Яворницького, 19 корпус 5

#### Табірний
- Середня загальноосвітня школа № 20 — Високовольтна вулиця, 30
- Навчально-виховне об'єднання № 28 — вулиця Володі Дубініна, 12
- Навчально-виховне об'єднання технічного профілю № 79 «Загальноосвітній навчальний заклад — Дошкільний навчальний заклад — Позашкільний навчальний заклад» — вулиця Лазаряна, 7-а

#### Мандриківка та мандриківські житлові масиви
- Навчально-виховний комплекс № 66 «Гімназія — початкова школа — дошкільний навчальний заклад» — вулиця Гетьмана Петра Дорошенка, 3
- Середня загальноосвітня школа № 73 — вулиця Гетьмана Петра Дорошенка, 5
- Середня загальноосвітня школа № 76 — Набережна Перемоги, 46-Б
- Середня загальноосвітня школа № 140 — Мандриківська вулиця, 151

#### Лоцкам'янка та лоцкам'янські житлові масиви
- Середня загальноосвітня школа № 35 — Набережна Перемоги, 132
- Середня загальноосвітня школа № 107 — Холмогорська вулиця, 7-А
- Навчально-виховний комплекс № 111 «спеціалізована школа — дошкільний навчальний заклад» — проспект Героїв, 29
- Навчально-виховний комплекс № 130 «загальноосвітній навчальний заклад І ступеня — гімназія» — проспект Героїв, 38

#### Сокіл
- Середня загальноосвітня школа № 83 — вулиця Нєдєліна, 1
- Ліцей митно-податкової справи з посиленою військово-фізичною підготовкою при Університеті митної справи та фінансів — Космодромна вулиця, 7

### Шевченківський район

#### Половиця (Центр)
- Середня загальноосвітня школа № 19 — вулиця Князя Володимира Великого, 13а
- Середня загальноосвітня школа № 21 — Старокозацька вулиця, 51а
- Навчально-виховний комплекс № 33 «Маріїнська багатопрофільна гімназія — загальноосвітній навчальний заклад І ступеня» — Троїцька вулиця, 1
- Середня загальноосвітня школа № 81 — вулиця Юліуша Словацького, 4

#### Схід Верхньої Половиці (Схід Млинів)
- Навчально-виховний комплекс № 48 «Школа І-ІІІ ступенів — дошкільний навчальний заклад (дитячий садок)» — вулиця О. Кониського, 79

#### Підстанція
- Товариство з обмеженою відповідальністю «Приватна середня загальноосвітня школа № 5» — Запорізьке шосе, 12
- Середня загальноосвітня школа № 49 — вулиця Одоєвського, 16

#### 12 квартал, Будівельник, Корея
- навчально-виховний комплекс № 61 «Загальноосвітній навчальний заклад І-ІІ ступенів — техніко-економічний ліцей» — вулиця Єрмолової, 50
- Середня загальноосвітня школа № 112 — Солідарна вулиця, 4
- Середня загальноосвітня школа № 119 — вулиця Козака Мамая, 17а

#### Тополя
- Середня загальноосвітня школа № 52 — вулиця Мукаша Салакунова, 11
- Спеціалізована середня загальноосвітня школа № 53 з поглибленим вивченням німецької мови — Тополина вулиця, 35
- Середня загальноосвітня школа № 78 — Тополина вулиця, 37
- Середня загальноосвітня школа № 80 — вулиця Комбрига Петрова, 31
- Дніпровська гімназія № 99 «Багатопрофільна гімназія — школа I ступеня — дошкільний навчальний заклад» — вулиця Комбрига Петрова, 17
- Навчально-виховний комплекс № 137 «Ліцей-загальноосвітній навчальний заклад» — вулиця Комбрига Петрова, 29

#### Схід Великого Лісу
- Середня загальноосвітня школа № 25 — вулиця Бориса Кротова, 19

#### Мирне
- Середня загальноосвітня школа № 40 — вулиця Альвінського, 3

### Центральний район

#### Фабрика
- Середня загальноосвітня школа № 1 — Привокзальна вулиця, 15
- Спеціалізована середня загальноосвітня школа № 9 з поглибленим вивченням англійської мови — Мостова вулиця, 3
- Середня загальноосвітня школа № 58 — вулиця Василя Чапленка, 1

#### захід Верхньої Половиці (Захід Млинів)
- Середня загальноосвітня школа № 2 — вулиця Юрія Савченка, 1
- Спеціалізована школа № 13 — вулиця Драгоманова, 50
- Навчально-виховний комплекс № 144 «Спеціалізована школа з поглибленим вивченням івриту, історії єврейського народу, єврейських традицій — дошкільний навчальний заклад (дитячий садок)» — вулиця Менахем-Мендл Шнеєрсона, 1
- Навчально-виховний комплекс № 148 "Спеціалізована школа — дошкільний навчальний заклад (ясла-садок) «Планета Щастя» — вулиця Володимира Антоновича, 13
- Міська спеціальна вечірня (змінна) школа ІІ-ІІІ ступенів — вулиця Андрія Фабра, 16

#### мікрорайон Верхній (Верх проспекту Поля)
- Спеціалізована школа № 16 «Хіміко-екологічний ліцей» І-ІІІ ступенів — проспект Богдана Хмельницького, 14б
- Спеціалізована середня загальноосвітня школа № 22 з поглибленим вивченням іноземної мови — вулиця Нахімова, 57
- Навчально-виховний комплекс № 37 «Дніпровська гімназія-школа І ступеня-дошкільний навчальний заклад (дитячий садок)» — проспект Богдана Хмельницького, 8г
- Середня загальноосвітня школа № 75 — вулиця Гавриленка, 8а
- Середня загальноосвітня школа № 128 — вулиця Гавриленка, 4
- Навчально-виховний комплекс «Вальдорфська середня загальноосвітня школа І-ІІІ ступенів-дитячий садок» — проспект О. Поля, 133

#### схід Нижнього мікрорайону
- Спеціальна середня загальноосвітня школа № 90 — вулиця Надії Алексєєнко, 167

### Чечелівський район

#### Солдатська і Підгірна слободи
- Навчально-виховний комплекс № 12 «Загальноосвітній навчальний заклад І ступеня — гімназія» — проспект Пушкіна, 75
- Середня загальноосвітня школа № 32 — вулиця Володимира Антоновича, 72
- Середня загальноосвітня школа № 82 — Філософська вулиця, 56

#### мікрорайон Нижній
- Середня загальноосвітня школа № 6 — Робоча вулиця, 64
- Середня загальноосвітня школа № 15 — вулиця Дмитра Кедріна, 53
- Середня загальноосвітня школа № 34 — вулиця Кедріна, 57
- Середня загальноосвітня школа № 46 — Робоча вулиця, 75а
- «Гімназія № 2» — вулиця Каверіна, 5

#### Верхній (мікрорайон вулиці Титова)
- Середня загальноосвітня школа № 31 — Фабрично-заводська вулиця, 22
- Середня загальноосвітня школа № 62 — вулиця Будівельників, 26
- Середня загальноосвітня школа № 89 — вулиця Титова, 4
- Навчально-виховний комплекс № 120 «Школа І-ІІІ ступенів — дошкільний навчальний заклад (дитячий садок)» — вулиця Академіка Янгеля, 2

#### Чечелівка
- Середня загальноосвітня школа № 51 — Алтайська вулиця, 4а

#### Шляхівка
- Навчально-виховний комплекс № 30 — вулиця Крамського, 12а
- Навчально-виховний комплекс № 65 «Школа І-ІІІ ступенів — дошкільний навчальний заклад (ясла-садок)» — Амбулаторна вулиця, 2

#### Краснопілля (Великий Ліс)
- Середня загальноосвітня школа № 101 — Високогірна вулиця, 29д
- Навчально-виховний комплекс № 102 «Середня загальноосвітня школа І-ІІІ ступенів — дошкільний навчальний заклад (ясла-садок) комбінованого типу» — Дзеркальна вулиця, 42а

### Новокодацький район

#### мікрорайон проспекту Мазепи
- Гімназія № 1 — вулиця Солідарності (провулок Дружби), 4
- Середня загальноосвітня школа № 5 I—III ступеня — вулиця Караваєва, 17-а
- Навчально-виховний комплекс № 59 «Загальноосвітній навчальний заклад — дошкільний навчальний заклад» — Новоорловська вулиця, 1-а
- Середня загальноосвітня школа № 74 — вулиця Караваєва, 60
- Середня загальноосвітня школа № 77 — вулиця Нестерова, 29

#### Західна Шляхівка
- Середня загальноосвітня школа № 50 — проспект Металургів, 43
- Середня загальноосвітня школа № 85 — Західна вулиця, 1

#### Нове
- Навчально-виховний комплекс № 4 «середня загальноосвітня школа — дошкільний навчальний заклад (дитячий садок)» — вулиця Олександра Красносельського, 30 а

#### Брянська колонія
- Навчально-виховний комплекс № 36 «Спеціалізована середня загальноосвітня школа техніко-економічного профілю — дошкільний навчальний заклад» — проспект Сергія Нігояна, 57

#### мікрорайон Західний
- Середня загальноосвітня школа № 91 — вулиця Данила Галицького, 52
- Середня загальноосвітня школа № 93 — вулиця Данила Галицького, 54

#### Нові Кодаки
- Вечірня (змінна) середня загальноосвітня школа № 11 — проспект Свободи, 147
- Навчально-виховний комплекс № 72 «школа І-ІІІ ступенів — дошкільний навчальний заклад (дитячий садок)» — Фортечна вулиця, 42-а
- Середня загальноосвітня школа № 88 — проспект Свободи, 218

#### мікрорайон Червоний Камінь
- Середня загальноосвітня школа № 96 — вулиця Коробова, 3
- Середня загальноосвітня школа № 143 — вулиця Коробова, 3-д

#### мікрорайон Покровський
- Міський юридичний ліцей — Заводська Набережна, 119
- Середня загальноосвітня школа № 97 імені П. І. Шкідченка — Велика Діївська вулиця, 42
- Навчально—виховний комплекс № 106 «Середня загальноосвітня школа — дошкільний навчальний заклад (дитячий садок)» — Метробудівська вулиця, 7

#### мікрорайон Парус (Вітрило)
- Середня загальноосвітня школа № 54 — Парусний провулок, 3
- Середня загальноосвітня школа № 132 — Парусний провулок, 14
- Спеціалізована середня загальноосвітня школа № 141 — Моніторна вулиця, 3

#### Діївка
- Середня загальноосвітня школа № 84 — вулиця Юрія Кондратюка, 264
- Навчально-виховний комплекс № 92 «школа І-ІІІ ступенів — дошкільний навчальний заклад (дитячий садок)» — Проїжджа вулиця, 2-б
- Середня загальноосвітня школа № 94 — Велика Діївська вулиця, 463
- Міжшкільний навчально-виробничий комбінат № 4 — Велика Діївська вулиця, 213

#### Сухачівка
- Навчально-виховний комплекс № 103 «школа І-ІІІ ступенів -дошкільний навчальний заклад (ясла-садок)» — Доблесна вулиця, 164

#### Ясне
- Навчально-виховний комплекс № 104 «середня загальноосвітня школа-дошкільний навчальний заклад (ясла-садок)» — Ясенева вулиця, 65

#### Таромське
- Середня загальноосвітня школа № 105 — Золотоосіння вулиця, 26
- Середня загальноосвітня школа № 123 — вулиця Академіка Кисловського, 1
- Середня загальноосвітня школа № 124 — вулиця Старий шлях, 2

### Амур-Нижньодніпровський район

#### Мануйлівка
- Середня загальноосвітня школа № 26 — вулиця Каруни, 129
- Навчально-виховний комплекс № 42 «школа I—III ступенів — дошкільний навчальний заклад (дитячий садок)» — Ростовська вулиця, 88
- Спеціалізована школа № 55 — Луговська вулиця, 211

#### Сахалин
- Середня загальноосвітня школа № 43 — вулиця Любарського, 84
- Навчально-виховний комплекс № 57 «загальноосвітній навчальний заклад І ступеня — гімназія» — Прогресивна вулиця, 3а

#### Амур
- Середня загальноосвітня школа № 18 — Волоколамська вулиця, 12
- Середня загальноосвітня школа № 56 — вулиця Скрябіна, 41
- Середня загальноосвітня школа № 68 — Симиренківська вулиця, 76

#### Кирилівка
- Середня загальноосвітня школа № 86 — Янтарна вулиця, 39

#### Султанівка
- Середня загальноосвітня школа № 8 — Прапорна вулиця, 23
- Спеціалізована школа № 44 природничо-медичного профілю — вулиця Софії Ковалевської, 6

#### Ломівка і ломівські житлові масиви
- Середня загальноосвітня школа № 64 — Петрозаводська вулиця, 377
- Спеціалізована школа №134 гуманістичного навчання та виховання — вулиця Шолохова, 17
- Ліцей № 142 імені П'єра де Кубертена — вулиця Бєляєва, 2
- Фінансово-економічний ліцей наукового спрямування при Університеті митної справи та фінансів — Вітчизняна вулиця, 93

#### схід Лівобережного (мікрорайони 1 і 2, Березинка)
- Навчально-виховний комплекс №131 «загальноосвітній навчальний заклад І ступеня — гімназія» — провулок Крушельницької, 10
- Середня загальноосвітня школа № 133 — провулок Крушельницької, 5а

#### Кам'янка
- Середня загальноосвітня школа № 114 — Башкирська вулиця, 6
- Спеціалізована школа № 115 — Передова вулиця, 427

#### Березанівка
- Середня загальноосвітня школа № 116 — Передова вулиця, 601
- Середня загальноосвітня школа № 117 — Передова вулиця, 800А

### Індустріальний район

#### Калиновське (Нова Султанівка)
- Середня загальноосвітня школа № 17 — Смоленська вулиця, 1
- Навчально-виховний комплекс № 41 «середня загальноосвітня школа вільного розвитку — дошкільний навчальний заклад» — вулиця Софії Ковалевської, 71а
- Середня загальноосвітня школа № 45 — вулиця Софії Ковалевської, 88а
- Середня загальноосвітня школа № 47 — Воронізька вулиця, 67
- Середня загальноосвітня школа № 63 — Янтарна вулиця, 71а
- Середня загальноосвітня школа № 69 — вулиця Софії Ковалевської, 86а

#### Кучугури
- Гімназія № 3 — вулиця Гулі Корольової, 14б
- Спеціалізована школа № 7 з поглибленим вивченням іноземних мов — Тверська вулиця, 18
- Середня загальноосвітня школа № 14 — Батумська вулиця, 20а
- Середня загальноосвітня школа № 29 — Батумська вулиця, 64
- Середня загальноосвітня школа № 118 з поглибленим вивченням англійської та німецької мов і предметів природничо-математичного напрямку — вулиця Богдана Хмельницького, 15
- Середня загальноосвітня школа № 121 — вулиця Гулі Корольової, 14г

#### Самарівка
- Навчально-виховне об'єднання № 113 «загальноосвітній навчальний заклад — дошкільний навчальний заклад — позашкільний навчальний заклад» — вулиця Оксани Петрусенко, 17а

#### Березинка
- Навчально-виховний комплекс № 108 «дошкільний навчальний заклад — загальноосвітній навчальний заклад для дітей з малими та затихаючими формами туберкульозу» — Березинська вулиця, 16
- Навчально-виховний комплекс № 139 "загальноосвітній навчальний заклад — центр творчості «Дума» — Березинська вулиця, 4

#### захід Лівобережного (мікрорайони 3 і 4)
- Середня загальноосвітня школа № 135 — Березинська вулиця, 31
- Навчально-виховний комплекс № 138 «загальноосвітній навчальний заклад І ступеня — гімназія» — Березинська вулиця, 29
- Середня загальноосвітня школа № 147 імені В'ячеслава Чорновола І-ІІІ ступеня — проспект Миру, 51а

### Самарський район

#### Південний Вузол
- Середня загальноосвітня школа № 24 — Молодогвардійська вулиця, 18

#### Північний Вузол
- Середня загальноосвітня школа № 39 — Синельниківська вулиця, 5
- Навчально-виховний комплекс № 70 «середня загальноосвітня школа — дошкільний навчальний заклад (ясла-садок)» — вулиця Генерала Радієвського, 1

#### Шевченко (Самарь)
- Навчально-виховний комплекс № 125 «загальноосвітній навчальний заклад — дошкільний навчальний заклад» — Аграрна вулиця, 1

#### Рибальське
- Навчально-виховне об'єднання № 109 «загальноосвітній навчальний заклад — дошкільний навчальний заклад — позашкільний навчальний заклад» — вулиця Здоров'я, 45а

#### Ігрень
- Навчально-виховний комплекс № 87 «школа І-ІІІ ступенів — дошкільний навчальний заклад (дитячий садок)» — Мальовнича вулиця, 55
- Навчально-виховний комплекс № 122 «загальноосвітній навчальний заклад — дошкільний навчальний заклад» — вулиця Кожедуба, 49
- Неповна середня загальноосвітня школа № 127 — Календарна вулиця, 20а

#### Одинківка
- Навчально-виховний комплекс № 110 «школа І-ІІІ ступенів — дошкільний навчальний заклад (дитячий садок)» — вулиця Спогадів, 177

#### Старі (західні) Чаплі і Придніпровськ
- Середня загальноосвітня школа № 11 — вулиця Станіславського, 12
- Навчально-виховний комплекс № 27 «школа І-ІІІ ступенів — дошкільний навчальний заклад (дитячий садок)» — Світанкова вулиця, 1
- Середня загальноосвітня школа № 98 — вулиця Космонавтів, 7а
- Спеціалізована школа № 129 фізико-математичного профілю — вулиця Космонавтів, 12
- Навчально-виховне об'єднання № 136 «класична гімназія ім. Кирила і Мефодія — початкова школа — дошкільний навчальний заклад — валеологічний центр» — вулиця Космонавтів, 10

#### Нові (східні) Чаплі
- Середня загальноосвітня школа № 108 — Чаплинська вулиця, 203